# Rowledge
Rowledge – wieś w Anglii, w hrabstwie Surrey, w dystrykcie Waverley. Leży 61 km na południowy zachód od centrum Londynu. Miejscowość liczy 1578 mieszkańców.